# Heterocerus tibesticola
Heterocerus tibesticola is een keversoort uit de familie oevergraafkevers (Heteroceridae). De wetenschappelijke naam van de soort is voor het eerst geldig gepubliceerd in 1964 door R. Charpentier.